# Joscha Sauer
Joscha Sauer (9 de mayo de 1978) es autor de numerosos cómics alemán, reunidos bajo el título colectivo de Nichtlustig. En un principio aparecieron en internet y después fueron publicados en papel.

## Biografía
Joscha Sauer nació y creció en Fráncfort del Meno, pero reside en Berlin. Comenzó a publicar sus historietas en el año 2000 en el sitio web nichtlustig.de. Fue el propio autor quien escogió el nombre, que traducido al español significa no es gracioso, porque su estilo de humor, lleno de ironía y cinismo, suponía que no sería fácilmente comprendido por el gran público. Sin embargo, contrariamente a ésta previsión, el sitio web recibía cada vez mayor cantidad de visitas y en un tiempo relativamente breve la editorial alemana Carlsen se interesó por su trabajo y ofreció al autor un contrato por su trabajo en el año 2003. Desde entonces Sauer continúa publicando en esta misma editorial un volumen al año, los cuales son traducidos con prontitud en otros países europeos.